# Lomec
Lomec (en allemand : Lometz) est une commune du district de Klatovy, dans la région de Plzeň, en République tchèque. Sa population s'élevait à 133 habitants en 2021.

## Géographie
Lomec se trouve à 4 km au sud-ouest du centre de Klatovy, à 42 km au sud-sud-ouest de Plzeň et à 116 km au sud-ouest de Prague.
La commune est limitée par Bezděkov au nord-ouest, par Klatovy au nord et à l'est, par Týnec au sud et par Janovice nad Úhlavou à l'ouest.

## Histoire
La première mention écrite du village date de 1358.

## Transports
Par la route, Lomec se trouve à 4 km du centre de Klatovy, à 47 km de Plzeň et à 135 km de Prague.